# Frank Staniford

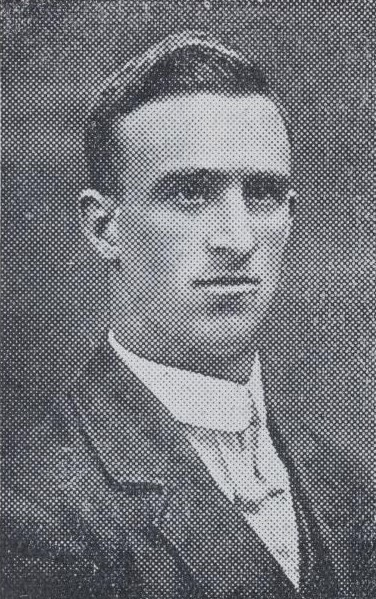
Frank Staniford (1923)

Frank Clement Staniford (* 20. März 1893 in Summertown, South Australia; † 25. August 1987) war ein australischer Politiker der Labor Party, der unter anderem zwischen 1924 und 1927 und von 1930 bis 1933 Mitglied des South Australian House of Assembly sowie zwischen 1930 und 1933 Vorsitzender der Ausschüsse und dadurch stellvertretender Sprecher des House of Assembly war. Er war ferner 1933 kurzzeitig Minister in der Regierung von Premier Robert Richards.

## Leben
Frank Clement Staniford war nach dem Besuch der Uraidla Public School wie sein Vater als Obstbauer tätig. Des Weiteren war er Sekretär der Labor Party, des Summertown Institute, des Uraidla Hospital und der Mount Lofty Football Association. Ferner engagierte er sich als Präsident der Uraidla Agricultural and Horticultural Society und viele Jahre lang in der South Australian Fruitgrowers and Market Gardeners’ Association, zu deren Präsidenten er schließlich 1933 gewählt wurde.
Bei der Wahl am 5. April 1924 wurde Staniford für die Labor Party erstmals zum Mitglied des South Australian House of Assembly gewählt, des Unterhauses des Parlaments von South Australia, und konnte sich dabei gegen den bisherigen Wahlkreisinhaber John Randell von der Liberal Federation durchsetzen. Er vertrat diesen Wahlkreis bis zu seiner Niederlage bei der Wahl am 26. März 1927, woraufhin Ernest Hannaford von der Liberal Federation diesen Wahlkreis übernahm. Bei der Wahl am 5. April 1930 konnte er wiederum Ernest Hannaford im Wahlkreis Murray besiegen und wurde dadurch abermals Mitglied der Legislativversammlung. Er vertrat den Wahlkreis nunmehr bis zu seiner Niederlage gegen den späteren Premier Thomas Playford IV bei der Wahl am 8. April 1933.
Nach der Wahl am 5. April 1930 wurde Frank Staniford bei der konstituierenden Sitzung am 27. Mai 1930 als Nachfolger von Robert Nicholls von der Liberal Federation als Deputy Speaker and Chairman of Committees zum stellvertretenden Sprecher und Vorsitzenden der Ausschüsse der Legislativversammlung gewählt und bekleidete diese Funktionen bis zum 12. Februar 1933, woraufhin Henry Crosby diese Funktionen am 6. Juli 1933 übernahm.
Während dieser Zeit kam es in South Australia zu einem erheblichen Streit innerhalb der ALP. Als Ergebnis intensiver Auseinandersetzungen über den Umgang mit der Reaktion auf die Weltwirtschaftskrise in Australien einigte sich im Juni 1931 ein Treffen der Premierminister der Bundesstaaten auf den Plan des Premierminister Australiens James Scullin, der weitreichende Sparmaßnahmen in Verbindung mit Einnahmensteigerungen vorsah. Als in South Australia über den Plan der Premierminister abgestimmt wurde, stimmten 23 der 30 Mitglieder der Labour-Partei des House of Assembly und zwei der vier ALP-Mitglieder des South Australian Legislative Council dafür. Im August 1931 schloss die südaustralische Staatskonferenz der Labour Party alle Abgeordneten aus, die den Plan des Premierministers unterstützten, darunter Staniford, Premierminister Lionel Hill und dessen gesamtes Kabinett, woraufhin diese am 13. August 1931 die Parliamentary Labor Party bildeten, die bis Juni 1934 bestand.
Nachdem Premier Hill am 13. Februar 1933 zurückgetreten war, wurde Frank Staniford am 13. Februar 1933 in die darauf folgende Regierung von Premier Robert Richards berufen und bekleidete in dieser bis zum 18. April 1933 die Ämter als Bildungsminister (Minister of Education), Minister für Einwanderung (Minister of Immigration), Minister für Arbeit und Beschäftigung (Minister of Labour and Employment) sowie als Minister für Kommunalverwaltung (Minister of Local Government).

## Hintergrundliteratur
- Parliament of South Australia: Statistical Record of the Legislature 1836–2007 (Memento vom 11. März 2019 im Internet Archive)